# 李文 (香港記者)
李文（Raymond Li），香港記者及時事節目主持，香港浸會大學傳理學院新聞系系主任。曾在英國廣播公司（BBC）任職超過24年，而且是獲BBC委任為中文頻道總監的首位華人，目前於香港電台任職，是時事節目《自由風自由Phone》的主持之一。

## 簡歷
李文於1991年加入英國BBC，曾經擔任每週《財經天地》的主持。之後擔任BBC國際台中國及北亞區業務發展總監，負責制訂和推行BBC國際台有關中國及。2009年7月開始擔任BBC中文總監，主管BBC的中文內容製作及市場拓展業務。

## 曾主持節目
- 《自由風自由Phone》
- 《星期六問責》